# Baseball na Letnich Igrzyskach Olimpijskich 2000
Wyniki turnieju baseballowego na Letnich IO w Sydney:

## Rezultaty końcowe
- 1. Stany Zjednoczone
- 2. Kuba
- 3. Korea Południowa
- 4. Japonia
- 5. Holandia
- 6. Włochy
- 7. Australia
- 8. Republika Południowej Afryki

## Tabela medalowa
| Lp. | Państwo           | Medal |
| --- | ----------------- | ----- |
| 1   | Stany Zjednoczone |       |
| 2   | Kuba              |       |
| 3   | Korea Południowa  |       |